# Paraphymatoceros coriaceus
Paraphymatoceros coriaceus là một loài rêu trong họ Anthocerotaceae. Loài này được Stephani R. J. Duff, J. C. Villarreal, D. Cargill & Renzaglia mô tả khoa học đầu tiên năm 2007.